# Ampeg
La Ampeg è una azienda statunitense produttrice di amplificatori per strumenti musicali. Nonostante l'azienda sia specializzata principalmente nella produzione di amplificatori per basso elettrico, una parte della produzione è riservata ad amplificatori per chitarra elettrica e contrabbasso.

## Storia
La Ampeg nacque originariamente con il nome Michaels-Hull Electronic Labs nel 1946, nome derivato dall'unione in società del pianista e bassista Everett Hull con Stanley Michaels. L'intento originale dell'azienda era quello di produrre sia un pick-up per contrabbasso progettato dallo stesso Hull, sia amplificatori musicali con un livello di distorsione minimo. Generalmente infatti gli amplificatori valvolari, quando vengono utilizzati a volumi molto alti, mandano in saturazione le valvole del finale di potenza creando un suono distorto (fenomeno detto "overdrive"), e questo tipo di distorsione non piaceva ad Hull (in quanto suonatore proveniente dall'ambiente jazz, genere musicale che, tendenzialmente, predilige un suono perfettamente pulito). Il pick-up invece era stato progettato per essere installato nella parte inferiore del contrabbasso, e venne chiamato Amplified Peg o Ampeg in breve. Nel 1949 Hull divenne proprietario unico dell'azienda, alla quale cambiò il nome in Ampeg Bassamp Company.
L'11 maggio 2018 l'azienda passa in mano a Yamaha: brand e operations di Ampeg infatti entrano a far parte della casa nipponica mediante l'acquisizione da parte della sussidiaria statunitense Yamaha Guitar Group, Inc.

## Prodotti e innovazioni

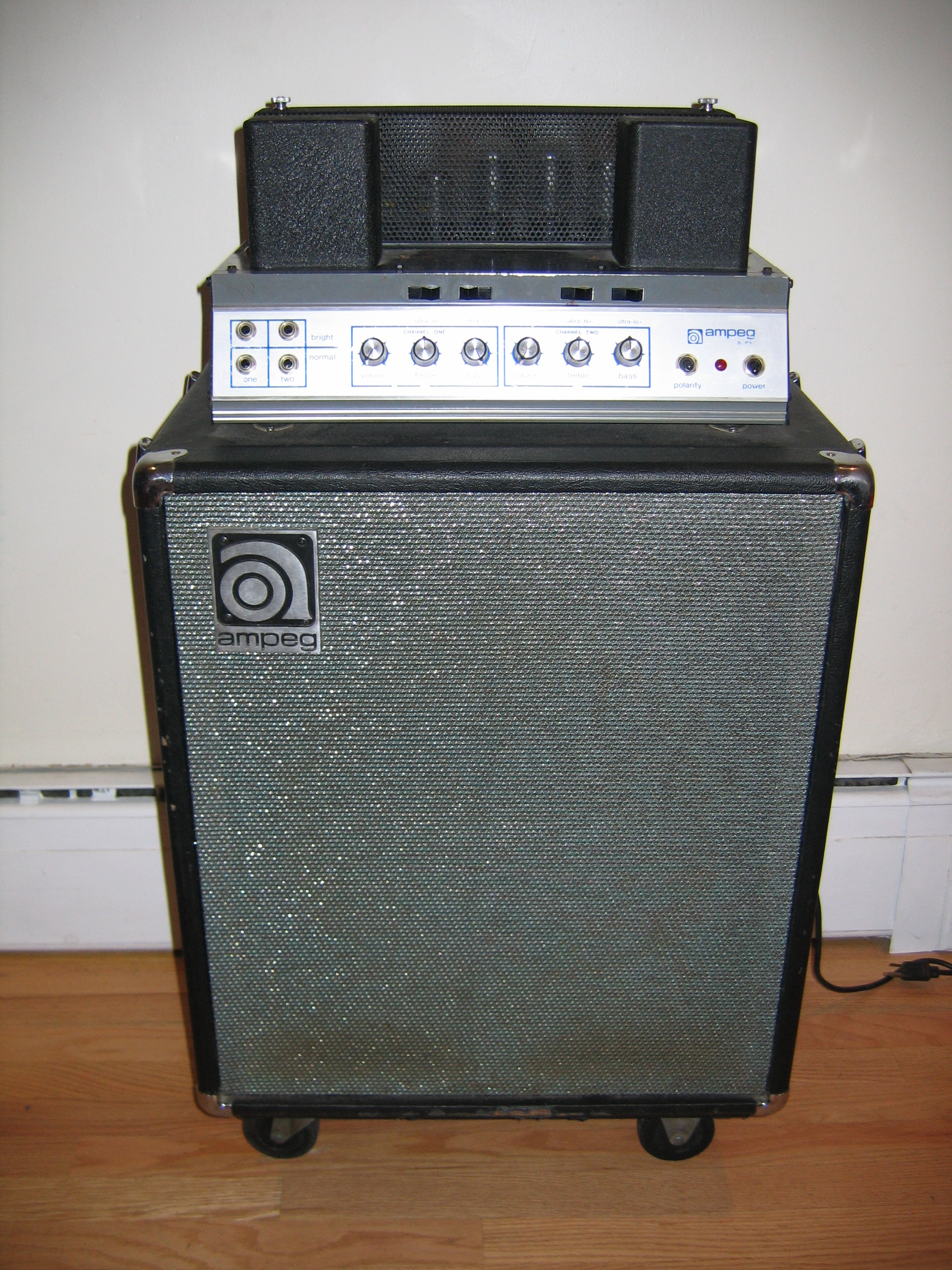
Ampeg Portaflex modello B-15N

Con i loro innovativi prodotti vennero ottenuti sei brevetti con il marchio Ampeg. Nel 1960 Oliver Jesperson realizzò un amplificatore integrato che si poteva rovesciare all'interno della cassa acustica per proteggere le valvole e per l'uso veniva estratto e ribaltato sopra la cassa. Questi amplificatori "combo" per basso, denominati Portaflex, rimasero una scelta popolare per tutti gli anni '60. Sempre negli anni '60 la Ampeg fu la prima ad introdurre l'effetto riverbero in un amplificatore con il suo Reverberocket, precedendo il Fender Vibroverb di un paio d'anni.

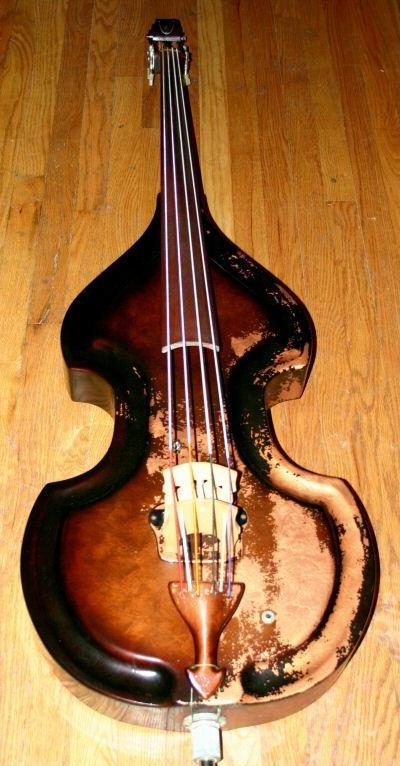

Per quasi tutti gli anni '60 la Ampeg produsse solo amplificatori combo di bassa potenza e le vendite erano in calo. I concerti rock stavano diventando un vasto campo d'affari e vi era la richiesta di amplificatori più potenti. Nel 1969 l'ingegnere capo Bill Hughes progettò il Super Valve Technology, conosciuto come "Ampeg SVT", della potenza di 300 Watt RMS, valore notevole considerando che la maggioranza degli amplificatori da basso dell'epoca erano inferiori ai 100 Watt. I Rolling Stones furono tra i primi ad utilizzare l'Ampeg SVT nei loro tour.